# Participatory Culture Foundation
La Participatory Culture Foundation (PCF) è una organizzazione non profit fondata nel febbraio 2005 a Worcester, Massachusetts.  Il suo scopo principale è lo sviluppo di una piattaforma televisiva libera ed open source chiamata Miro (precedentemente nota come Democracy Player).
La PCF ha ricevuto sostegno finanziario dalla "Rappaport Family Foundation", dalla Open Source Applications Foundation di Mitch Kapor, dalla "Surdna Foundation", dalla "Knight Foundation", e da altre donazioni private. Nel maggio 2007, la Mozilla Foundation  ha annunciato di aver fornito alla PCF un contributo per continuare il lavoro sul loro progetto video open-source.